# Brunnen (Forstmeisterplatz)
Der Brunnen auf dem Forstmeisterplatz (auch: Brunnebütt und Brunnebitt) ist ein Brunnen in Darmstadt-Bessungen.

## Geschichte und Beschreibung
Der Brunnen wurde vermutlich im Jahre 1825 am Forstmeisterplatz aufgestellt.
Der Brunnen besteht aus rotem Sandstein und hat ein großes, langgestrecktes, trogartiges Becken und eine Sandsteinsäule.
Die Brunnenanlage wurde in klassischen Formen behauen.
Auf der Brunnensäule steht eine schmiedeeiserne Laterne.
Der Brunnen diente als Wasserspender und Viehtränke.

## Varia
Nach dem Brunnen wurde das Bessunger Brunnebüttfest bzw. Brunnebittfest benannt.

## Denkmalschutz
Aus baukünstlerischen und stadtgeschichtlichen Gründen ist der Brunnen ein Kulturdenkmal.